# Хипербије
Хипербије је у грчкој митологији било име више личности.

## Митологија
- Био је један од Египтида, кога је помињао Аполодор. Његова мајка је била Хефестина, а супруга Данаида Келено.[1]
- Према Есхилу, био је Енопов син, један од бранилаца Тебе у току рата седморице против Тебе, а који је чувао Онкејанску капију.[2] Есхил је писао како се Хипербије суочио у двобоју са Етеоклом, а да му је заштитник био сам Зевс, јер је његов лик имао на штиту.[3] Он је убио Хипомедонта.[4]
- Ово је име и једног од гиганата, чије име има значење „надмоћан“, представљен на атинској црнофигуралној вази.[5]
- Према Паусанији и још неким ауторима, Хипербије је био уметник из Коринта, који је заједно са Агролом и Еуријалом осмислио да се зидови праве од цигала. Друге традиције му приписују да је измислио грнчарски точак.[6]